# Black Clover
Black Clover (jap. ブラッククローバー Burakku kurōbā) – manga autorstwa Yūkiego Tabaty, publikowana na łamach magazynu „Shūkan Shōnen Jump” wydawnictwa Shūeisha od lutego 2015 do sierpnia 2023, a następnie przeniesiona do czasopisma „Jump Giga”, w którym będzie się ukazywać od numeru zima 2023. Do czerwca 2023 wydanych zostało 35 tomów mangi.
Na jej podstawie powstała OVA wyprodukowana przez studio Xebec Zwei, która została wydana w 2017 roku. W oparciu o mangę powstał także telewizyjny serial anime wyprodukowany przez studio Pierrot, który emitowano w stacji TV Tokyo od października 2017 do marca 2021. Film anime, zatytułowany Black Clover: Sword of the Wizard King, miał premierę w japońskich kinach i na platformie Netflix w czerwcu 2023.
W Polsce prawa do dystrybucji mangi nabyło Studio JG.

## Fabuła
Seria opowiada o chłopaku imieniem Asta, który wychowywał się sierocińcu wraz ze swoim kolegą, Yuno. W świecie tym każdy rodzi się ze zdolnością do wykorzystywania many, dzięki której można używać wszelkiego rodzaju magii. Jedynym wyjątkiem jest Asta, który zamiast tego koncentruje się na sile fizycznej. Z kolei Yuno okazał się cudownym dzieckiem z ogromną mocą magiczną i talentem do kontrolowania magii wiatru.
Zmotywowani pragnieniem zostania następnym cesarzem magii, drugim autorytetom po władcy Królestwa Clover, dwaj młodzieńcy rozpoczynają przyjacielską rywalizację. Kiedy oboje osiągnęli wiek 15 lat, Yuno znajduje legendarny czterolistny grymuar, który był w posiadaniu pierwszego cesarza magii. Asta zaś pomimo braku magii, wszedł w posiadanie pięciolistnego grymuaru, zawierającego tajemnicze elfie miecze i bezcielesnego demona, który wykorzystuje rzadką antymagię. Następnie on i Yuno dołączają do drużyny Magicznych Rycerzy, co jest pierwszym krokiem do spełnienia ich ambicji.

## Bohaterowie
- Asta (jap. アスタ Asuta)

Seiyū: Shun Horie (OVA), Gakuto Kajiwara (anime) (japoński), Maksymilian Michasiów (polski)
- Yuno Grinberryall (jap. ユノ・グリンベリオール Yuno Gurinberiōru)

Seiyū: Sōma Saitō (OVA), Nobunaga Shimazaki (anime) (japoński), Dawid Dziarkowski (polski)
- Noelle Silva (jap. ノエル・シルヴァ Noeru Shiruva)

Seiyū: Kana Yūki (japoński), Monika Daukszo (polski)
- Julius Novachrono (jap. ユリウス・ノヴァクロノ Yuriusu Novakurono)

Seiyū: Toshiyuki Morikawa (japoński), Aleskander Sosiński (polski)
- Yami Sukehiro (jap. ヤミ・スケヒロ)

Seiyū: Junichi Suwabe (japoński), Jacek Król (polski)
- Finral Roulacase (jap. フィンラル・ルーラケイス Finraru Rūrakeisu)

Seiyū: Jun Fukuyama (japoński), Jakub Szyperski (polski)
- Magna Swing (jap. マグナ・スウィング Maguna Suwingu)

Seiyū: Genki Muro (japoński), Paweł Krucz (polski)
- Luck Voltia (jap. ラック・ボルティア Rakku Borutia)

Seiyū: Ayumu Murase (japoński), Mateusz Weber (polski)
- Gauche Adlai (jap. ゴーシュ・アドレイ Gōshu Adorei)

Seiyū: Satoshi Hino (japoński), Mateusz Kwiecień (polski)
- Charmy Papittson (jap. チャーミー・パピットソン Chāmī Papittoson)

Seiyū: Kiyono Yasuno (japoński), Angelika Kurowska (polski)
- Vanessa Enoteca (jap. バネッサ・エノテーカ Banessa Enotēka)

Seiyū: Nana Mizuki (japoński), Vanessa Aleksander (polski)
- Grey (jap. グレイ Gurei)

Seiyū: Minami Takahashi (japoński), Maja Szopa (polski)
- Zora Ideale (jap. ゾラ・イデアーレ Zora Ideāre)

Seiyū: Hikaru Midorikawa (japoński), Grzegorz Drojewski (polski)
- Secre Swallowtail (jap. セクレ・スワロティル Sekure Suwarotiru)

Seiyū: Hitomi Sasaki (Nero), Ayane Sakura (japoński), Kim Grygierzec (polski)
- Mereoleona Vermillion (jap. メレオレオナ・ヴァーミリオン Mereoreona Vāmirion)

Seiyū: Junko Minagawa (japoński), Wiktoria Gorodeckaja (polski)

## Manga
Pierwszy rozdział Black Clover został opublikowany 16 lutego 2015 w magazynie „Shūkan Shōnen Jump”. Manga ta jest drugą serią Tabaty wydawaną w tym magazynie: jego pierwsza seria, Hungry Joker, ukazywała się od 12 listopada 2012 do 13 maja 2013, zanim została anulowana po 24 rozdziale. W kwietniu 2022 ogłoszono, że manga zostanie wstrzymana na 3 miesiące, aby przygotować ją do finałowego wątku fabularnego. Po opublikowaniu rozdziału 368., wydanego 20 sierpnia 2023, poinformowano, że seria zostanie przeniesiona do magazynu „Jump Giga”, w którym ukazuje się od 25 grudnia tego samego roku. Wydawnictwo Shūeisha zebrało jej rozdziały do wydań w formacie tankōbon, których pierwszy tom ukazał się 4 czerwca 2015. Według stanu na 2 lutego 2024, do tej pory wydano 36 tomów.
W Polsce wydanie mangi zapowiedziało Studio JG, o czym poinformowano 17 lutego 2023, premiera zaś odbyła się 12 maja tego samego roku.

### Spin-offy
Gagowy spin-off autorstwa Setty Kobayashiego, zatytułowany Asta-kun mahōtei e no michi (jap. アスタくん魔法帝への道), ukazywał się w magazynie „Saikyō Jump” wydawnictwa Shūeisha od 2 lutego 2018 do 1 kwietnia 2021. Seria ta została również opublikowana w 3 tankōbonach, wydawanych od 4 stycznia 2019 do 2 lipca 2021.
Od 7 października 2018 do 12 kwietnia 2020 w magazynie internetowym „Shōnen Jump+” ukazywał się spin-off oparty na grze wideo, zatytułowany Black Clover: Quartet Knights. Seria została następnie zebrana w 6 tankōbonach, wydanych między 4 stycznia 2019 a 2 października 2020.

## Anime
Odcinek OVA oparty na serii, wyprodukowany przez studio Xebec Zwei, został pokazany podczas wydarzenia Jump Festa 2016 między 27 listopada a 18 grudnia 2016. Został dołączony do 11. tomu mangi, który został wydany 2 maja 2017. Druga OVA została pokazana podczas Jump Festa 2018.
18 grudnia 2016 podczas wydarzenia Jump Festa, ogłoszono powstanie adaptacji w formie telewizyjnego serialu anime wyprodukowanego przez studio Pierrot. Za reżyserię odpowiadał Tatsuya Yoshihara, scenariusz napisał Kazuyuki Fudeyasu, postacie zaprojektował Itsuko Takeda, muzykę zaś skomponowała Minako Seki. Anime było emitowane między 3 października 2017 a 30 marca 2021, składając się łącznie z 4 serii.
Dwa pierwsze sezony liczą po 51 odcinków. Pierwszy emitowano od 3 października 2017 do 25 września 2018, drugi zaś od 2 października 2018 do 24 września 2019. Premiera 3 sezonu odbyła się 1 października 2019. Jego emisja trwała bez większych przerw do końca kwietnia 2020, kiedy to ogłoszono, że przyszłe odcinki zostaną przesunięte w związku z opóźnieniami produkcyjnymi studia spowodowanymi pandemią COVID-19. Emisja i dystrybucja odcinka 133 i dalszych zostały opóźnione, a 5 maja 2020 w jego miejsce został ponownie wyemitowany odcinek pierwszy. Seria została wznowiona 7 lipca 2020. Ostatni odcinek 3 sezonu został wyemitowany 1 grudnia 2020, natomiast tydzień później, 8 grudnia, rozpoczęła się emisja 4 serii. W lutym 2021 ogłoszono, że Black Clover zakończy emisję 30 marca 2021 na odcinku 170, po którym ma nastąpić „ważne ogłoszenie”.
Prawa do streamingu serialu nabył Crunchyroll, natomiast Funimation wyprodukowało do niego angielski dubbing. W Polsce seria jest dostępna za pośrednictwem serwisu Canal+ online.
W lipcu 2025 na Anime Expo ogłoszono, że serial otrzyma drugi sezon, który również zostanie wyprodukowany przez studio Pierrot.
Krótkometrażowa seria ONA, zatytułowana Mugyutto! Black Clover (jap. むぎゅっと！ブラッククローバー Mugyutto! Burakku kurōbā), została wyprodukowana przez studio DLE i wyreżyserowana przez Tsukasę Nishiyamę. Była transmitowana od 1 lipca do 19 sierpnia 2019 w serwisie dTV. Motyw otwierający, „POSSIBLE”, został wykonany przez Gakuto Kajiwarę i Nobunagiego Shimazakiego, występujących pod nazwą „Clover×Clover”. 31 grudnia 2019 seria ta została udostępniona międzynarodowo w serwisie Crunchyroll.

### Ścieżka dźwiękowa
| Sezon          | Odcinki  | Tytuł                                              | Wykonawcy            | Źródło   |
| Czołówka       | Czołówka | Czołówka                                           | Czołówka             | Czołówka |
| -------------- | -------- | -------------------------------------------------- | -------------------- | -------- |
| 1              | 1–13     | „Haruka mirai” (jap. ハルカミライ)                 | Kankaku Piero        | [ 60 ]   |
| 1              | 14–27    | „PAiNT it BLACK”                                   | BiSH                 | [ 61 ]   |
| 1              | 28–39    | „Black Rover”                                      | Vickeblanka          | [ 62 ]   |
| 1              | 40–51    | „Guess Who Is Back”                                | Kumi Kōda            | [ 63 ]   |
| 2              | 52–64    | „Gamushara” (jap. ガムシャラ)                      | Miyuna               | [ 64 ]   |
| 2              | 65–76    | „Rakugaki Page” (jap. 落書きペイジ Rakugaki peiji) | Kankaku Piero        | [ 65 ]   |
| 2              | 77–94    | „JUSTadICE”                                        | Seiko Ōmori          | [ 66 ]   |
| 2              | 95–102   | „Sky & Blue”                                       | Girlfriend           | [ 67 ]   |
| 3              | 103–115  | „RiGHT NOW”                                        | Empire               | [ 45 ]   |
| 3              | 116–128  | „Black Catcher”                                    | Vickeblanka          | [ 10 ]   |
| 3              | 129–140  | „Stories”                                          | Snow Man             | [ 68 ]   |
| 3              | 141–154  | „Eien ni Hikare” (jap. 永遠に光れ)                 | Tomorrow X Together  | [ 69 ]   |
| 4              | 155–157  | „Eien ni Hikare” (jap. 永遠に光れ)                 | Tomorrow X Together  | [ 69 ]   |
| 4              | 158–170  | „Grandeur”                                         | Snow Man             | [ 70 ]   |
| Napisy końcowe |          |                                                    |                      |          |
| 1              | 1–13     | „Aoi honō” (jap. 蒼い炎)                           | Itowokashi           | [ 60 ]   |
| 1              | 14–27    | „Amazing Dreams”                                   | SWANKY DANK          | [ 61 ]   |
| 1              | 28–39    | „Black to the dreamlight”                          | Empire               | [ 62 ]   |
| 1              | 40–51    | „Four”                                             | Faky                 | [ 63 ]   |
| 2              | 52–64    | „Tenjō Tenge” (jap. 天上天下)                      | Miyuna               | [ 64 ]   |
| 2              | 65–76    | „My Song My Days”                                  | Solidemo, Sakura men | [ 71 ]   |
| 2              | 77–89    | „Hana ga saku michi” (jap. 花が咲く道)             | The Charm Park       | [ 66 ]   |
| 2              | 90–102   | „Against All Gods”                                 | M-Flo                | [ 67 ]   |
| 3              | 103–115  | „Jinsei wa senjō da” (jap. 人生は戦場だ)           | Kalen Anzai          | [ 45 ]   |
| 3              | 116–128  | „New Page”                                         | Intersection         | [ 10 ]   |
| 3              | 129–140  | „Answer”                                           | Kaf                  | [ 68 ]   |
| 3              | 141–154  | „A Walk”                                           | Gakuto Kajiwara      | [ 72 ]   |
| 4              | 155–157  | „A Walk”                                           | Gakuto Kajiwara      | [ 72 ]   |
| 4              | 158–170  | „BEAUTIFUL”                                        | Treasure             | [ 70 ]   |

## Film kinowy
28 marca 2021 ogłoszono, że seria otrzyma film anime, którego szczegóły mają zostać ujawnione w późniejszym terminie. Później podano do wiadomości, że film będzie nosił tytuł Black Clover: Sword of the Wizard King (jap. ブラッククローバー 魔法帝の剣 Burakku kurōbā: Mahōtei no ken). Za reżyserię odpowiadał Ayataka Tanemura, scenariusz napisali Johnny Otoda i Ai Orii, projekty postaci wykonała Itsuko Takeda, muzykę zaś Minako Seki. Premiera miała odbyć się jednocześnie w japońskich kinach i na platformie Netflix 31 marca 2023, jednakże została opóźniona do 16 czerwca tego samego roku ze względu na pandemię COVID-19. Motyw otwierający film, zatytułowany „Here I Stand”, wykonał zespół Treasure.

## Gry komputerowe
Podczas Jump Festa 2017 zapowiedziano powstanie gry komputerowej zatytułowanej Black Clover: Quartet Knights. Została opracowana przez studio Ilinx i wydana przez Bandai Namco na platformy PlayStation 4 i PC. Jej japońska premiera odbyła się 13 września 2018, na zachodzie zaś została wydana dzień później.
22 kwietnia 2018 ogłoszono powstanie gry mobilnej zatytułowanej Black Clover: Phantom Knights (jap. ブラッククローバー 夢幻の騎士団 Burakku kurōbā: Mugen no kishidan). Została wydana w Japonii 14 listopada 2018. 6 grudnia 2019 Bandai Namco Entertainment ogłosiło, że 16 stycznia 2020 gra ukaże się także w języku angielskim. 9 grudnia 2020 jej serwery zostały zamknięte, a gra została usunięta ze sklepów z aplikacjami mobilnymi na systemy iOS i Android.
19 grudnia 2021, podczas Jump Festa 2022, zapowiedziano grę mobilną zatytułowaną Black Clover Mobile: Rise of the Wizard King (jap. ブラッククローバーモバイル 魔法帝への道 Burakku kurōbā mobairu mahōtei e no michi), za produkcję której odpowiadać będzie Vic Game Studios. Produkcja miała ukazać się w 2022 roku, jednak później ogłoszono, że zostanie wydana na całym świecie w pierwszej połowie 2023. Zespół Glay współtworzył dwie piosenki do gry: „Genkai Toppa” i „Pianista”.

## Odbiór

### Manga
Seria zajęła 3. miejsce w rankingu rekomendowanych komiksów ogólnonarodowych pracowników księgarń z 2018 roku przeprowadzonym przez Honya Club.

#### Sprzedaż
| Data         | 2019      | 2021       | 2021       | 2021       | 2022       | 2022       | 2023       |
| Data         | styczeń   | marzec     | maj        | grudzień   | czerwiec   | listopad   | czerwiec   |
| ------------ | --------- | ---------- | ---------- | ---------- | ---------- | ---------- | ---------- |
| Liczba sztuk | 7 000 000 | 12 000 000 | 15 000 000 | 16 000 000 | 17 000 000 | 18 000 000 | 19 000 000 |

#### Opinie i krytyka
Tom Speelman, recenzując serię dla ComicsAlliance, opisał jej założenia jako: „co by było, gdyby Harry Potter był rycerzem i w dodatku trochę głupim?”. Polecił ją fanom Naruto i Fairy Tail, zauważając jej podobieństwa do tej pierwszej serii, a także do Bleacha. Pochwalił zdolność autora do ożywienia szablonowych postaci. Henry Ma z Ka Leo O Hawaii pochwalił humor i kreskę, zauważając, że ta druga jest „bardzo ładna” i jak w Fairy Tail. Danica Davidson z Otaku USA zauważyła, że pierwszy tom był obiecujący i poleciła go fanom shōnen-mangi z gatunku akcji/przygodowego. Matthew Warner z The Fandom Post, w swojej recenzji tomu pierwszego, stwierdził „Dzięki wystarczająco sympatycznej głównej obsadzie i pozornie solidnemu światu, tom ten zapewnia serii dobry początek”. Leroy Douresseaux z ComicBookBin powiedział, że fabuła przypomina mu niektóre z jego ulubionych shōnenów i ma intrygującą historię i wewnętrzną mitologię, nazywając ją „jedną z najlepszych nowych serii roku dla młodych czytelników” i dając jej ocenę A. Jednak nie wszystkie opinie krytyków były pozytywne, a rada autorów komiksów na konwencie San Diego Comic-Con wymieniła mangę jako jeden z najgorszych tytułów 2016 roku.

### Anime
W listopadzie 2019 portal Crunchyroll umieścił Black Clover na liście „100 najlepszych anime lat 2010”. W styczniu 2021 ujawniono, że Black Clover było najczęściej oglądanym serialem anime na platformie Crunchyroll w 2020 roku, oglądanym w 87 krajach i terytoriach na całym świecie. Walka Asty i Yamiego z Dante została również wymieniona przez serwis jako szósta najlepsza walka anime 2021 roku.
Alex Osborn z IGN w swojej recenzji pierwszego odcinka wspomniał, że jego założenie nie jest nowatorskie, ale stwierdził, że jest to „ostatecznie solidne wprowadzenie do Królestwa Clover i kładzie podwaliny pod to, co, miejmy nadzieję, będzie budującą historią o znaczeniu nigdy nie poddawania się”. Pisząc dla portalu Anime News Network, Rachel Trujillo pochwaliła anime za „wielkie lekcje, które można wynieść z tej historii” i ambitne wysiłki animatorów. W swojej recenzji odcinka 170, Shawn Hacaga z The Fandom Post pochwalił poprawę anime od jego początku, mówiąc, że „cieszy się, że Black Clover zdołało to odwrócić”.